# The Lounge Lizards

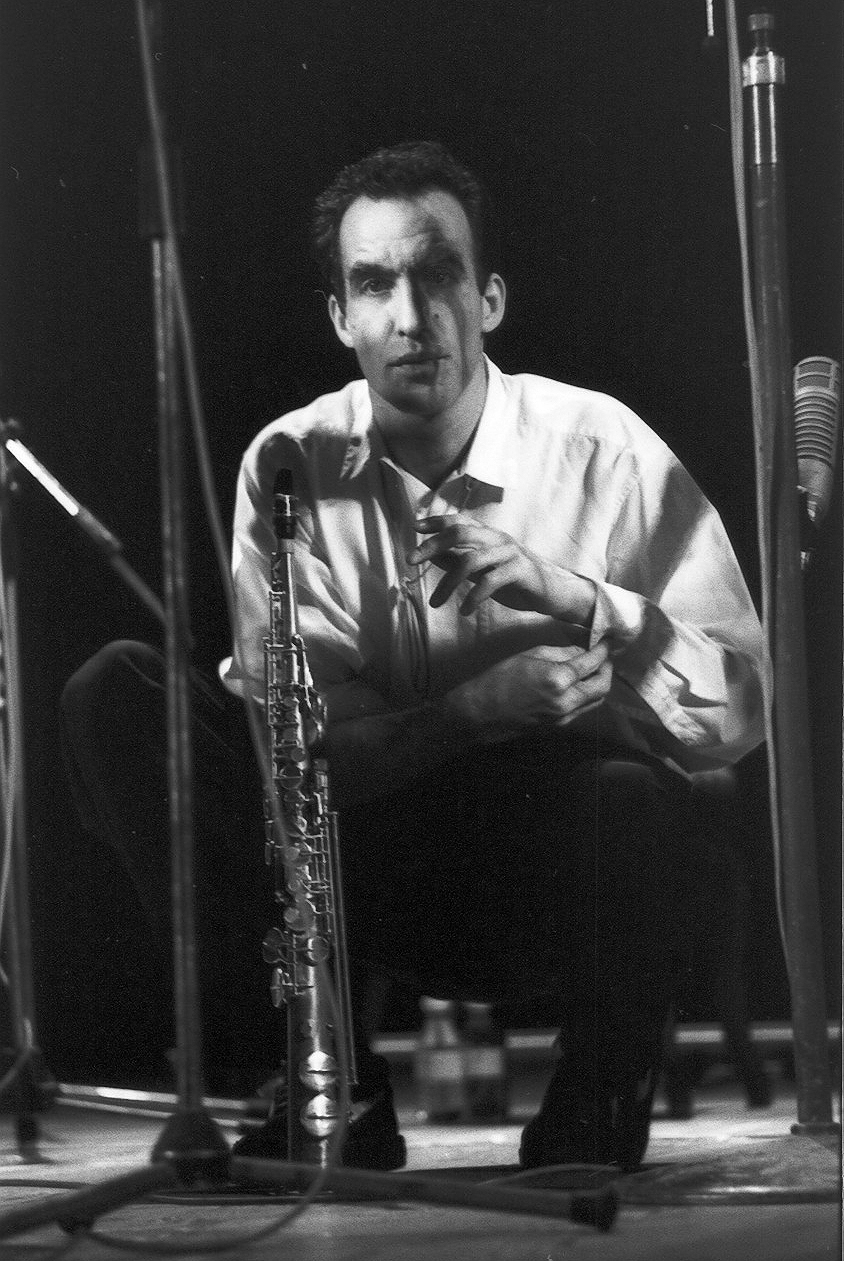
John Lurie, membre fondateur de The Lounge Lizards.

The Lounge Lizards (Les lézards de salon) est un groupe musical formé en 1979 par le saxophoniste John Lurie. Il propose un mélange de jazz et de free jazz, voire de punk jazz.
Le groupe est fondé le 4 juin 1979 à New York avec John Lurie, son frère Evan (piano et orgue), Arto Lindsay (guitare), Steve Piccolo (basse) et Anton Fier (batterie). Initialement le quintet évolue à la limite de la parodie jazz avant de trouver un style unique et novateur. Le critique Robert Palmer du New York Times (7 octobre 1986) décrit le groupe comme «unique et original, avec une gamme allant de Charles Mingus à Bernard Hermann».[réf. nécessaire]
En 1984 une nouvelle formation voit le jour, qui comprend, outre John Lurie, Erik Sanko, Curtis Fowlkes, Marc Ribot, Evan Lurie, Roy Nathanson, Dougie Bowne, E.J Rodriguez, et enregistrera trois albums en deux ans. Les compositions de John Lurie deviennent plus sophistiquées, avec des mélanges allant de la world music au tango,  sans jamais sombrer dans la contrefaçon[non neutre]. On y décèle des traces d'Erik Satie et de Kurt Weill.[réf. nécessaire]
Au début des années 90, John Lurie reforme un groupe avec Steven Bernstein (trompette), Michael Blake (saxophone), Oren Bloedow (basse), David Tronzo (guitare), Calvin Weston (batterie) et Billy Martin (percussions).
Dernièrement John Lurie, qui a toujours eu plusieurs passions (acteur, peintre), s'implique davantage comme réalisateur (Fishing with John) et comme peintre. Son frère Evan a, de son côté, travaillé à la réalisation d'un spectacle musical pour enfants, "The Backyardigans".

## Discographie
- 1981 Lounge Lizards (EG)
- 1983 Live from the Drunken Boat (Europa)
- 1984 Fusion (avec Teo Macero et le London Philharmonic Orchestra) (Europa)
- 1985 Live 79-81 (ROIR)
- 1986 Big Heart, Live Tokyo (Antilles)
- 1987 No Pain for Cakes (Antilles)
- 1988 Voice of Chunk (Strange & Beautiful)
- 1991 Live in Berlin, Vol. 1 (Intuition)
- 1991 Live in Berlin, Vol. 2 (Intuition)
- 1998 Queen of All Ears (Strange & Beautiful)